# Canal de la Colme
Le canal de la Colme est un canal à la fois situé en France et en Belgique. C'est un ancien bras de l'Aa, qui a été canalisé pour contribuer au drainage des anciennes zones humides des polders de Flandre maritime. Le canal actuel correspond grosso modo au cours de l'ancienne rivière canalisée de la Colme.
« il faut se rappeler » écrivait en 1825 François Joseph Grille« que la Colme, qui passe à Bergues, n'est pas une rivière, mais une branche de l'Aa, canalisée, qui vient de Saint-Omer par Watten, et se rend à Furnes par Hondschotte. À l'ouest de Bergues, elle a le nom de Haute-Colme, et à l'est, celui de Basse-Colme ».

## Histoire
La Colme fut créée en 1169 par les chanoines d'Aire. Il est aussi le plus vieux canal de France creusé à la main. C'est le canal de Furnes qui reprendra ses fonctions pour acheminer du matériel sans devoir passer par la mer du nord mais le canal de la petite ou haute Colme contribuent encore aujourd'hui a assécher " nos moeres ".

## Description physique

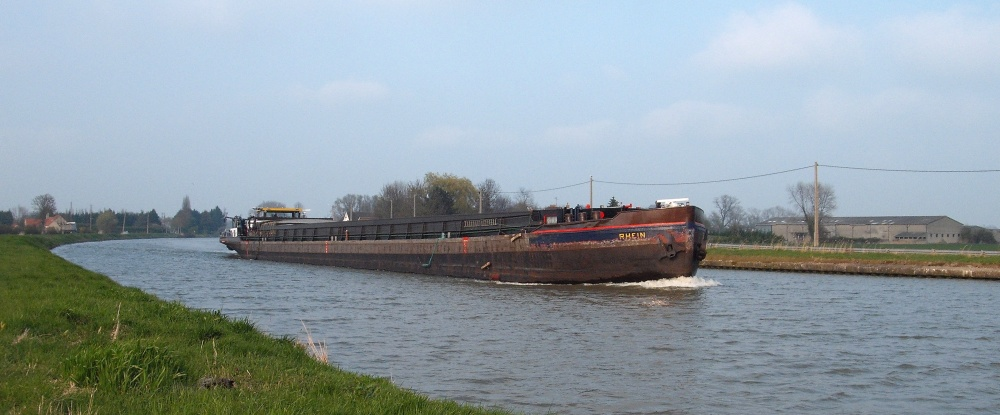
Bateau sur le canal près de Millam

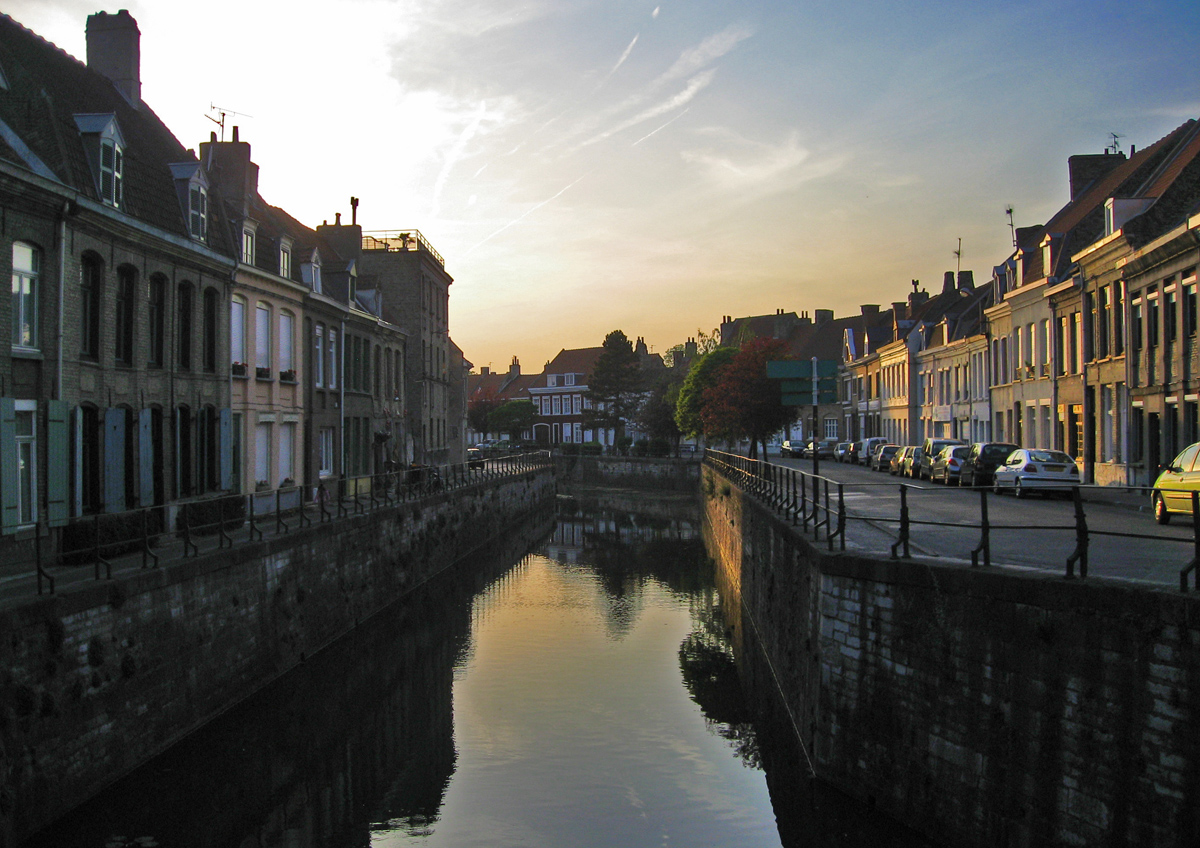
Le canal à Bergues

Aujourd'hui, on peut répartir le canal de la Colme en trois parties distinctes :
- le canal de la Haute-Colme, situé dans le département du Nord, entre Watten et Bergues ;
- le canal de la Basse-Colme, situé dans le département du Nord, entre Bergues et Hondschoote, aujourd'hui déclassé ;
- le canal de Bergues, en néerlandais Bergenvaart ou Kolme, situé en Flandre-Occidentale, aujourd'hui déclassé.

## Écologie et qualité de l'eau
L'eau de la Colme s'est dégradée dans les années 1970-1990, notamment à cause de l'eutrophisation et de la turbidité exacerbées par l'intensification de l'agriculture.
Selon l'annuaire de la qualité des eaux superficielles (version 2008) , la qualité de l’eau s'est plutôt améliorée en 2008 dans l’agglomération de Dunkerque, où plusieurs canaux ont gagné une classe de qualité par rapport à 2007 (Grand Drack, canal de Bourbourg, canal de la Haute-Colme). La prolifération d'espèce invasives (Jussie des marais en particulier) qui a touché la Haute-Colme et la Basse-Colme les années précédentes a semblé être réduite en 2008, mais ces canaux comportent toujours des quantités excessives de nutriments (nitrates, phosphates).